# Faiano
Faiano is een plaats (frazione) in de Italiaanse gemeente Pontecagnano Faiano, provincie Salerno, en telt ongeveer 2500 inwoners.